# Cas benefactiu
El cas benefactiu és un cas gramatical emprat per indicar per a qui o en benefici de qui es duu a terme l'acció (ex: vaig fer-ho per ella)
Aquest significat és sovint, però, incorporat al cas datiu. En llatí aquest tipus de datiu s'anomena dativus commodi.
Algunes llengües que tenen el cas benefactiu són:
- Èuscar: el cas benefactiu es marca amb la terminació -entzat
- Quítxua: el cas benefactiu es marca amb la terminació -paq
- Tangkhul-Naga (dins les llengües sinotibetanes): el cas benefactiu es marca amb la terminació-wiʋaŋ.
- Ubikh: el cas benefactiu es marca amb un prefix

Un exemple en basc seria:
| liburu-a                      | lagun-entza-ko             | da |
| Llibre-el                     | Amic-Benefactiu-Relacional | és |
| "El llibre és per a un amic." |                            |    |